# 瓦薩科查山
13°50′39″S 71°17′55″W / 13.84417°S 71.29861°W
瓦薩科查山（Huasacocha），是秘魯的山峰，位於該國東南部庫斯科大區，處於哈通里蒂約克山以北，屬於安第斯山脈中維爾卡潘帕山脈的一部分，海拔高度約5,400米。